# 多博卡
多博卡（Doboka），是印度阿萨姆邦Nagaon县的一个城镇。总人口11043（2001年）。

## 人口
该地2001年总人口11043人，其中男性5788人，女性5255人；0—6岁人口2002人，其中男1013人，女989人；识字率57.78%，其中男性为63.79%，女性为51.17%。